# Bolivia en los Juegos Olímpicos de la Juventud de 2010
Bolivia participó en los Juegos Olímpicos de la Juventud 2010, la edición inaugural de los Juegos Olímpicos de la Juventud, realizados en Singapur del 14 al 26 de agosto de 2010.
La delegación boliviana acudió con 25 deportistas que compitieron en las disciplinas de Atletismo, Ciclismo, Fútbol y Natación. Bolivia logró una medalla de oro en estos juegos.
El abanderado de la delegación fue Bruno Rojas.

## Medallas ganadas
| Medalla | Nombre | Deporte | Evento           | Fecha        |
| --- | --- | ------- | ---------------- | ------------ |
| Medalla de oro | Selección masculina de fútbol \| Jorge Alpire Macallister Amutary Carlos Anez Cristian Arano Luis Banegas Jhamil Bejarano Osvaldo Daza Pedro Galindo Josue Gutrhie \| Yasser Manzur Marvin Martinez Rodrigo Mejido Álvaro Paz Noel Rodríguez Jorge Sabja Gustavo Torrez Romero Vaca Harry Zegarra \| | Fútbol  | Torneo masculino | 25 de agosto |
| Jorge Alpire Macallister Amutary Carlos Anez Cristian Arano Luis Banegas Jhamil Bejarano Osvaldo Daza Pedro Galindo Josue Gutrhie | Yasser Manzur Marvin Martinez Rodrigo Mejido Álvaro Paz Noel Rodríguez Jorge Sabja Gustavo Torrez Romero Vaca Harry Zegarra |         |                  |              |

## Atletismo

### Hombres
Atletismo en pista
| Atletas     | Evento          | Clasificación | Clasificación | Final     | Final  |
| Atletas     | Evento          | Resultado     | Puesto        | Resultado | Puesto |
| ----------- | --------------- | ------------- | ------------- | --------- | ------ |
| Bruno Rojas | 100 m masculino | 11.14         | 15 qB         | 10.90     | 13     |

- Al finalizar en el puesto 15° en la etapa preliminar, Rojas jugó la final B, donde finalizó 5° y por ende, decimotercero en la tabla total.

## Ciclismo
Campo a través
| Atleta            | Evento                   | Tiempo     | Puesto | Puntos |
| ----------------- | ------------------------ | ---------- | ------ | ------ |
| Carlos Montellano | Campo a través masculino | -5 vueltas | 31     | 72     |
| Jimena Montecinos | Campo a través femenino  | -3 vueltas | 30     | 40     |

Contrarreloj
| Atleta            | Evento                 | Tiempo  | Puesto | Puntos |
| ----------------- | ---------------------- | ------- | ------ | ------ |
| Samuel Melgar     | Contrarreloj masculino | 4:59.94 | 32     | 30     |
| Jimena Montecinos | Contrarreloj femenino  | 4:17.34 | 31     | 40     |

BMX
| Atleta            | Evento        | Ronda de clasificación | Ronda de clasificación | Cuartos de final | Cuartos de final | Cuartos de final | Cuartos de final | Cuartos de final | Cuartos de final | Cuartos de final | Semifinales  | Semifinales  | Semifinales  | Semifinales  | Semifinales  | Semifinales  | Semifinales  | Finales      | Finales      | Finales |
| Atleta            | Evento        | Ronda de clasificación | Ronda de clasificación | Carrera 1        | Carrera 1        | Carrera 2        | Carrera 2        | Carrera 3        | Carrera 3        | Puesto           | Carrera 1    | Carrera 1    | Carrera 2    | Carrera 2    | Carrera 3    | Carrera 3    | Puesto       | Finales      | Finales      | Finales |
| Atleta            | Evento        | Tiempo                 | Puesto                 | Tiempo           | Puesto           | Tiempo           | Puesto           | Tiempo           | Puesto           | Puesto           | Tiempo       | Puesto       | Tiempo       | Puesto       | Tiempo       | Puesto       | Puesto       | Tiempo       | Puesto       | Puntos  |
| ----------------- | ------------- | ---------------------- | ---------------------- | ---------------- | ---------------- | ---------------- | ---------------- | ---------------- | ---------------- | ---------------- | ------------ | ------------ | ------------ | ------------ | ------------ | ------------ | ------------ | ------------ | ------------ | ------- |
| Sebastian Vargas  | BMX masculino | 33.282                 | 13                     | 33.690           | 4                | 33.801           | 4                | 39.814           | 5                | 4 Q              | 34.946       | 7            | 45.785       | 5            | 34.012       | 7            | 8            | No clasificó | No clasificó | 68      |
| Jimena Montecinos | BMX femenino  | 51.130                 | 22                     | 50.059           | 8                | 51.266           | 7                | 52.686           | 8                | 8                | No clasificó | No clasificó | No clasificó | No clasificó | No clasificó | No clasificó | No clasificó | No clasificó | No clasificó | 40      |

Ciclismo en ruta
| Atleta            | Evento                     | Tiempo  | Puesto | Puntos |
| ----------------- | -------------------------- | ------- | ------ | ------ |
| Carlos Montellano | Ciclismo en ruta masculino | 1:14:08 | 58     | 67*    |
| Samuel Melgar     | Ciclismo en ruta masculino | 1:16:48 | 65     |        |
| Sebastian Vargas  | Ciclismo en ruta masculino | 1:16:48 | 68     |        |

Sumatoria de todos los puntos (Tabla por la medalla)
| Equipo                                                             | Evento       | Campo a través Pts | Campo a través Pts | Contrarreloj Pts | Contrarreloj Pts | BMX Pts   | BMX Pts  | Ciclismo en ruta Pts | Total | Puesto |
| Equipo                                                             | Evento       | Masculino          | Femenino           | Masculino        | Femenino         | Masculino | Femenino | Ciclismo en ruta Pts | Total | Puesto |
| ------------------------------------------------------------------ | ------------ | ------------------ | ------------------ | ---------------- | ---------------- | --------- | -------- | -------------------- | ----- | ------ |
| Jimena Montecinos Carlos Montellano Samuel Melgar Sebastian Vargas | Equipo mixto | 72                 | 40                 | 30               | 40               | 68        | 40       | 67*                  | 357   | 28     |

- * Recibió 5 puntos menos por finalizar la prueba con los tres corredores juntos.

## Fútbol
| Equipo | Evento           | Fase de grupos | Fase de grupos | Semifinales      | Finales     | Rank |
| Equipo | Evento           | Grupo C        | Puesto         | Semifinales      | Finales     | Rank |
| --- | ---------------- | -------------- | -------------- | ---------------- | ----------- | ---- |
| Pedro Galindo (C) Álvaro Paz Carlos Anez Macallister Amutary Noel Rodríguez Romero Vaca Jhamil Bejarano Yasser Manzur Jorge Alpire Jorge Sabja Rodrigo Mejido Harry Zegarra Osvaldo Daza Marvin Martinez Cristian Arano Gustavo Torrez Luis Banegas Josue Gutrhie | Torneo masculino | Vanuatu G 2-0  | 1 Q            | Montenegro G 3-1 | Haití G 5-0 |      |
| Pedro Galindo (C) Álvaro Paz Carlos Anez Macallister Amutary Noel Rodríguez Romero Vaca Jhamil Bejarano Yasser Manzur Jorge Alpire Jorge Sabja Rodrigo Mejido Harry Zegarra Osvaldo Daza Marvin Martinez Cristian Arano Gustavo Torrez Luis Banegas Josue Gutrhie | Torneo masculino | Haití G 9-0    | 1 Q            | Montenegro G 3-1 | Haití G 5-0 |      |

## Natación
| Atletas      | Evento                  | Fase inicial | Fase inicial | Semifinal    | Semifinal    | Final        | Final        |
| Atletas      | Evento                  | Tiempo       | Posición     | Tiempo       | Posición     | Tiempo       | Posición     |
| ------------ | ----------------------- | ------------ | ------------ | ------------ | ------------ | ------------ | ------------ |
| Tarco Llobet | 50 m brazada masculino  | 33.19        | 14 Q         | DNS          | DNS          | No clasificó | No clasificó |
| Tarco Llobet | 100 m brazada masculino | 1:13.55      | 27           | No clasificó | No clasificó | No clasificó | No clasificó |
| Maria Lopez  | 50 m libre femenino     | 29.93        | 46           | No clasificó | No clasificó | No clasificó | No clasificó |
| Maria Lopez  | 100 m libre femenino    | 1:04.86      | 46           | No clasificó | No clasificó | No clasificó | No clasificó |